# Korbácsliliom

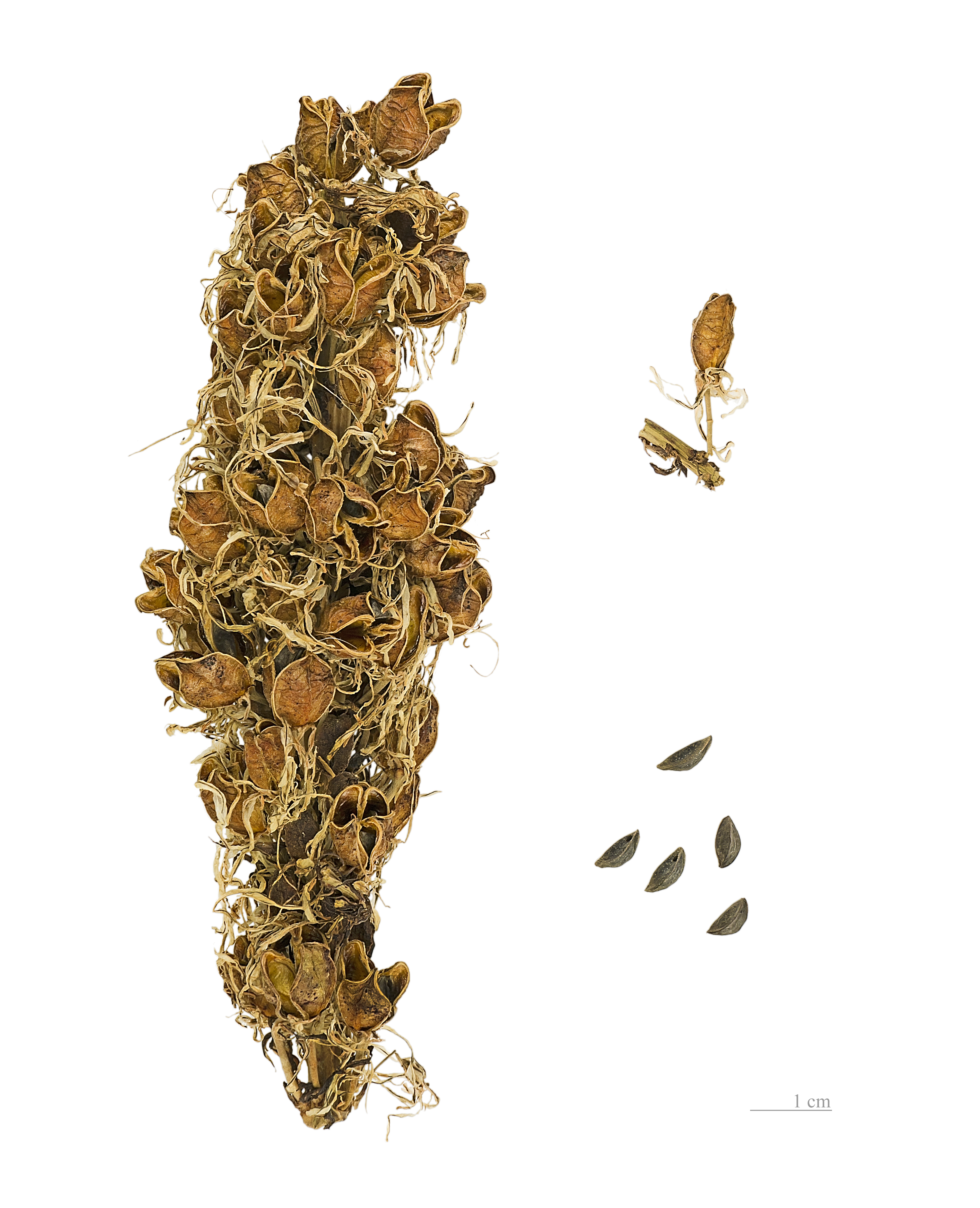
Asphodelus albus

A korbácsliliom (Eremurus) a  spárgavirágúak (Asparagales) rendjében a fűfafélék (Asphodelaceae) családjának egy nemzetsége. Egy 1956-ban piacra dobott kertészeti változata a Kleopátra tűje (Eremurus × cleopatra).

## Származása, elterjedése
Nyugat- és Közép-Ázsiából származik. Néhány faját és azok hibridjeit a kertészetek sokfelé elterjesztették.

## Megjelenése
Rövid és zömök, függőleges gyöktörzset fejlesztő évelők, a rizóma alján póklábszerűen szétálló, húsos gyökerekkel. A szétágazó, rendkívül sérülékeny gyökerek rendkívül szélesen, akár méterekre is szétterülnek a földben.
Keskeny, lándzsás levelei tőlevélrózsában állnak.
El nem ágazó, hosszú tőkocsányon fejlődő fürtvirágzata gyakran több száz kis színes virágból áll. Ezek színe fajonként más és más; többnyire sárga, fehér vagy rózsaszín. A legimpozánsabb füzérek akár 3 m magasak is lehetnek.
Toktermés.

## Életmódja, élőhelye
Eredeti élőhelyén a száraz, füves pusztákon nő — domboldalakon, gyakran köves talajon.
Tavasszal először levélüstököt nevel, majd a szálas levelek koszorújának közepén nő ki a karcsú virágszár, csúcsán a hosszú, gyertyaszerű fürttel.
Általában május- júniusban virágzik. Virágai fokozatosan, a virágzatban alulról fölfelé haladva nyílnak úgy, hogy az éppen nyíló szakasz felett még bimbók nyílnak, alatt pedig termések érnek. Virágzás közben levelei fokozatosan elszáradnak és visszahúzódnak a hagymába.

### Termesztése
A kertészeti változatok a jó vízvezető, de tápanyagdús talajt kedvelik. A vegetációs időszakban rendszeresen öntözni kell őket, de ha ezt túlzásba visszük, a hagyma kirothad (erre különösen télen kell ügyelni). Télire célszerű a földjét 15–20 cm vastag lombbal takarni. Rögtön virágzás után szaporítható magról vagy tőosztással. Ez különösen akkor célszerű, ha a növény az adott helyen túlszaporodott — ilyenkor kevesebb és alacsonyabb virágot hoz.

## Rendszertani felosztása
A nemzetség mintegy 60 fajt számlál; ezen felül vannak a kertészeti hibridek:
- Eremurus afghanicus
- Eremurus aitchisonii
- Eremurus alaicus
- Eremurus alberti
- Eremurus × albocitrinus
- Eremurus altaicus
- Eremurus ammophilus
- Eremurus anisopterus
- Eremurus azerbajdzhanicus
- Eremurus bactrianus
- Eremurus brachystemon
- Eremurus bucharicus
- Eremurus candidus
- Eremurus cappadocicus
- Eremurus chinensis
- Eremurus chloranthus
- Eremurus × cleopatra
- Eremurus comosus
- Eremurus cristatus
- Eremurus czatkalicus
- Eremurus dolichomischus
- Eremurus furseorum
- Eremurus fuscus
- Eremurus gypsaceus
- Eremurus hilariae
- Eremurus himalaicus
- Eremurus hissaricus
- Eremurus iae
- Eremurus inderiensis
- Eremurus × isabellinus
- Eremurus jungei
- Eremurus kaufmannii
- Eremurus kopet-daghensis
- Eremurus korowinii
- Eremurus korshinskyi
- Eremurus lachnostegius
- Eremurus lactiflorus
- Eremurus ludmillae
- Eremurus luteus
- Eremurus micranthus
- Eremurus nikitinae
- Eremurus nuratavicus
- Eremurus olgae
- Eremurus parviflorus
- Eremurus persicus
- Eremurus pubescens
- Eremurus rechingeri
- borvörös korbácsliliom (Eremurus regelii)
- óriás korbácsliliom (turkesztáni korbácsliliom, Eremurus robustus)
- Eremurus roseolus
- Eremurus saprjagajevii
- Eremurus soogdianus
- Eremurus spectabilis
- keskeny levelű korbácsliliom (Eremurus stenophyllus)
- Eremurus subalbiflorus
- Eremurus suworowii
- Eremurus tadshikorum
- Eremurus tauricus
- Eremurus thiodanthus
- Eremurus tianschanicus
- Eremurus turkestanicus
- Eremurus wallii
- Eremurus zangezuricus
- Eremurus zenaidae
- Eremurus zoae

## Felhasználása
Néhány faját és azok hibridjeit — alapvetően a látványos virágzat miatt — dísznövénynek ültetik.